# Zełenyj Haj (krater)
Zełenyj Haj (ukr. Зеленогайський кратер, trb. Zełenohajśkyj krater) – krater uderzeniowy w obwodzie kirowohradzkim na Ukrainie, w pobliżu wsi Zełenyj Haj (pol. Zielony Gaj). Skały krateru nie odsłaniają się na powierzchni ziemi; prowadzone na jego obszarze wiercenia pozwoliły na pobranie próbek skał.
Krater powstał 80 ± 20 milionów lat temu (najprawdopodobniej w późnej kredzie). Utworzył go upadek małej planetoidy, która uderzyła w skały osadowe.
Według bazy danych Earth Impact Database, tworzonej przez University of New Brunswick, jest to pojedynczy krater o średnicy ok. 3,5 km. Dane z lat 90. XX wieku sugerują jednak, że jest to para kraterów o średnicach 800 m i 700 m. Jeżeli istotnie tak jest, to mogło utworzyć je uderzenie w Ziemię planetoidy podwójnej. Krater (bądź kratery) po powstaniu został wypełniony przez wodę, tworząc jezioro meteorytowe; gliniaste osady jeziora zawierają pyłki drzew (m.in. sosny i dębu) z paleogenu, przypuszczalnie paleocenu. Głębiej znajduje się brekcja z fragmentami granitu i gnejsów, zawierająca ślady metamorfizmu szokowego.